# 安东尼·海因修斯
安东尼·海因斯（荷蘭語：Anthonie Heinsius，1641年11月23日—1720年8月3日），荷兰共和国时期政治家、外交家，他也是17世纪末18世纪初荷兰重要的政治人物之一。1689年，他在荷兰省督威廉三世成为英国国王并移居伦敦后，一直担任大议长主导荷兰国内事务直到1720年逝世为止。